# 翁科爾山
39°40′S 73°17′W / 39.667°S 73.283°W

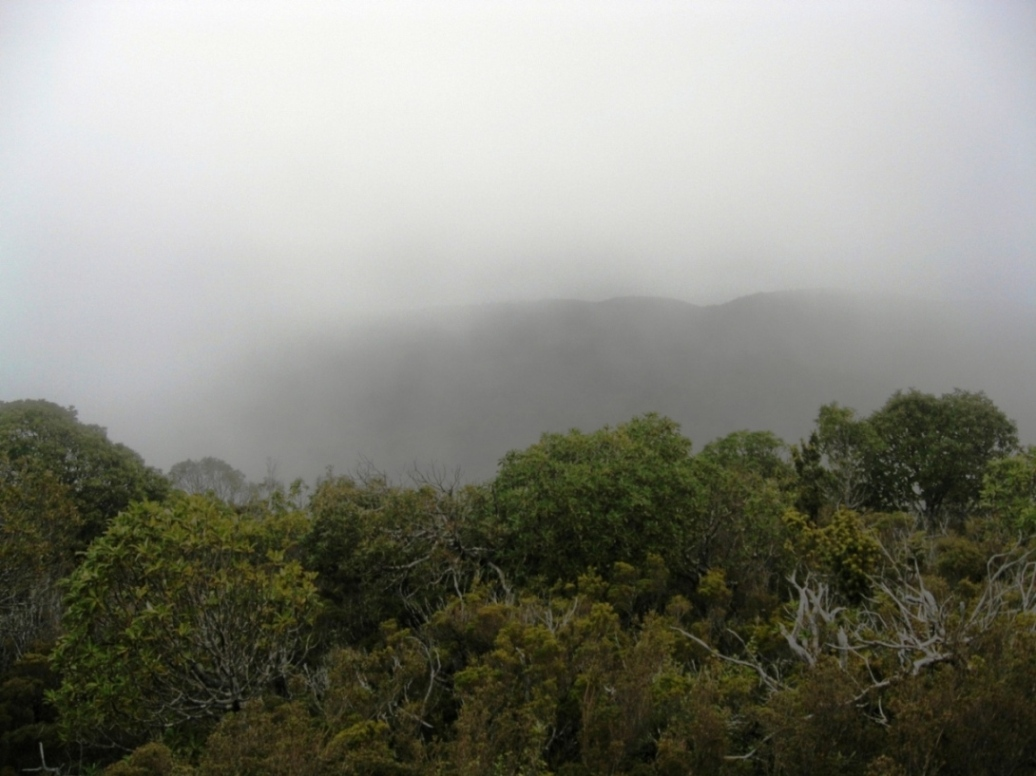

翁科爾山（Cerro Oncol），是智利的山峰，位於納韋爾武塔山脈和科拉爾灣之間，屬於翁科爾山脈的一部分，海拔高度715米，是智利海岸山脈的最高點。